# Pleine conscience

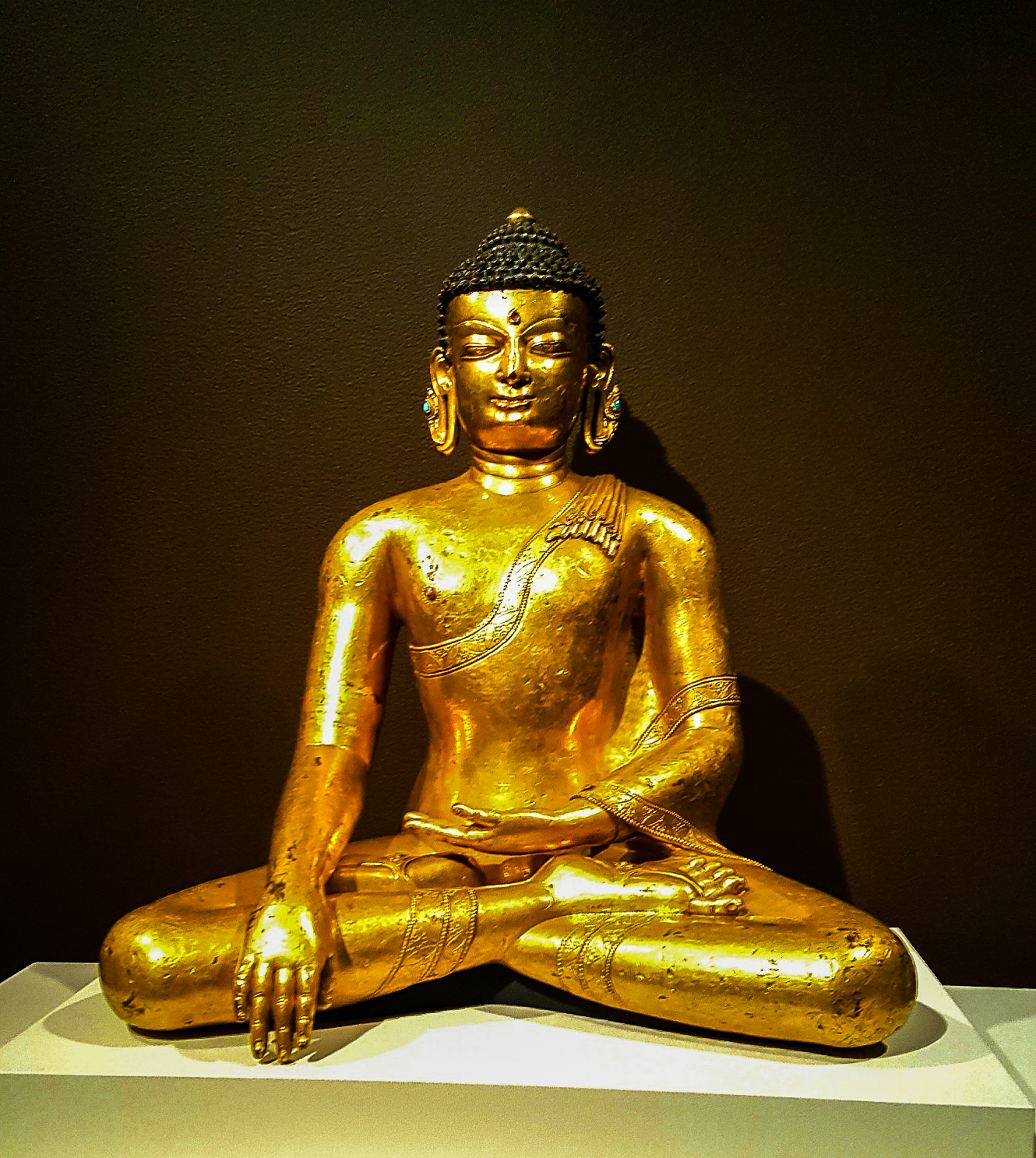

L'expression pleine conscience  désigne une attitude d'attention, de présence et de conscience vigilante, qui peut être interne (sensations, pensées, émotions, actions, motivations, etc.) ou externe (au monde environnant, bruits, objets, événements, etc.).
C'est une notion indienne ancienne, samma-sati en pali, samyak-smriti en sanskrit, l'« attention juste ». Associée à l’enseignement de Siddhartha Gautama, elle joue un rôle important dans le bouddhisme où la pleine conscience est une étape nécessaire vers la libération (bodhi ou éveil spirituel) ; il s’agit d'un des membres du noble sentier octuple.
L'appellation « pleine conscience » est la traduction française de mindfulness en anglais, désignation de Jon Kabat-Zinn pour distinguer l'état recherché dans une pratique thérapeutique d'une forme de méditation ayant pour but la réduction du stress (MBSR) ou la prévention de rechutes dépressives (MBCT). Il est parfois jugé que le mot conscience est réducteur, ainsi en français on parle aussi de « pleine présence », de « présence attentive ».
Les publications scientifiques sur le sujet sont de qualité inégale, pouvant reposer sur des biais méthodologiques ou des conflits d’intérêt, mais l'analyse systématique de recherches correctement conduites montre des effets faibles à modérés sur le stress psychologique (anxiété, dépression, douleur) tandis que sur d'autres troubles aucun effet significatif n'est démontré. Il existe un certain nombre d'effets indésirables qui peuvent apparaître lors de cette pratique. Certains affirment par ailleurs que bien que proclamée laïque, la pleine conscience reste rattachée au bouddhisme, et qu'il y a des risques d'instrumentalisation par différentes structures telles que des entreprises, armées, ou encore des groupes sectaires.

## Origine de l'expression
Le professeur de médecine américain Jon Kabat-Zinn la définit ainsi à la fin des années 1970:

« La pleine conscience signifie diriger son attention d'une certaine manière, c'est-à-dire délibérément, au moment présent, sans jugement de valeur. »

## Principes dans le bouddhisme
L’attention juste ou pleine conscience consiste à ramener son attention sur l'instant présent et à observer les sensations ou pensées tandis qu'elles apparaissent puis disparaissent : « c’est l’attention portée à l’expérience vécue et éprouvée, sans filtre (on accepte ce qui vient), sans jugement (on ne décide pas si c’est bien ou mal, désirable ou non), sans attente (on ne cherche pas quelque chose de précis) ».
Le pratiquant peut examiner la matière (en particulier le corps), les perceptions, les habitudes mentales positives ou négatives, la conscience. L'observateur est supposé rester neutre et silencieux (le « silence mental ») en examinant l'apparition et la disparition des sensations agréables, neutres ou désagréables, sans juger, sans chercher à retenir la sensation agréable ni à rejeter la sensation désagréable. Dans une approche bouddhiste, l'observateur apprend à se détacher et se libère progressivement de la matière, de la sensation, de la perception, des conditionnements mentaux, de la conscience, et donc de dukkha (l'insatisfaction, la souffrance).
Cette pleine conscience n’est pas limitée à la pratique de la méditation, mais elle consiste simplement à observer les objets physiques et mentaux qui se présentent à l'esprit. Quand un objet disparaît, la pleine conscience ne cesse pas, elle est tournée par l'observateur vers un objet « par défaut » : le souffle ou la marche. Quand un nouvel objet apparaît à l'esprit, l'attention délaisse l'objet « par défaut » et s'applique à observer attentivement le nouvel objet selon les deux aspects de sa nature, comme vérité conventionnelle (sammuti sacca) et comme vérité ultime (paramattha sacca). L'attention sur le souffle (ānāpānasati) : inspire, petite pause, expire, petite pause, n'est pas une fin en soi mais elle soutient efficacement la vitalité de la pleine conscience.
Le Bouddha conseille d'observer la sensation intérieurement (dans le mental) et extérieurement (dans le corps). Par exemple, si l'observateur voit dans le mental : "chaud", il peut voir aussi dans le corps : dilatation des vaisseaux sanguins, transpiration, etc. Ensuite, si l'observateur voit dans le mental : "froid", il peut voir aussi dans le corps : contraction des vaisseaux sanguins, grelottement, etc.
La pleine conscience se situe au-delà de la première forme de sagesse : l'aspiration issue de l'écoute ou de la lecture des instructions, et au-delà de la deuxième forme : la logique de l'intellect. Elle est la troisième forme de sagesse, dite bhavana-maya panna, la vision directe de la réalité ultime en toute chose, la sagesse obtenue par l'expérience personnelle directe, le développement de l'esprit.
Dans la tradition bouddhiste, les termes sati (pali) et smrti (sanskrit) ont toutefois été l'objet de nombreux débats. 
Selon Bryan Levman, « le terme sati incorpore les notions de 'mémoire' et de 'remémoration' dans la plupart de ses usages dans les sutras et les commentaires bouddhistes traditionnels, et ... sans ce composant, la notion de pleine conscience ne peut pas être correctement comprise ou appliquée, car la pleine conscience requiert la mémoire pour être efficace ».
Robert Sharf remarque également que ce terme a peu à voir avec son interprétation populaire contemporaine « puisqu'il implique, entre autres choses, la juste discrimination de la valeur morale des phénomènes à mesure qu'ils surviennent ».

## Utilisation thérapeutique
Bien que cette pratique soit issue du bouddhisme, elle a trouvé deux types d'application en thérapie cognitive :
- la méthode de « réduction du stress à partir de la pleine conscience » (en anglais, Mindfulness-Based Stress Reduction ou MBSR) a été développée par Jon Kabat-Zinn. Elle est proposée dans 200 hôpitaux américains[8]. Le principe a aussi été adopté par des écrivains, conférenciers[Lesquels ?] ainsi que des psychologues dans le traitement du stress et de l’anxiété[réf. nécessaire].
- la thérapie basée sur la pleine conscience pour la dépression (en anglais, Mindfulness-Based Cognitive Therapy for Depression ou MBCTD) a été présentée comme un moyen de prévention des rechutes dépressives, rechutes dont la conséquence peut être le suicide[9],[10]. Une étude publiée en avril 2015 par The Lancet suggère qu'une thérapie basée sur la méditation pleine conscience est une alternative aussi efficace qu'un traitement par antidépresseurs dans la prévention de rechute dépressive[11],[12].

L'utilisation de la pleine conscience repose sur un « changement de postulat ». Alors que les thérapies cognitives classiques avançaient qu'il fallait travailler sur les contenus des pensées négatives et les biais cognitifs, l'application de la MBCTD à la prévention des rechutes dépressives se base sur des résultats qui conduisent à penser que la vulnérabilité dépend avant tout de l'humeur plutôt que du contenu des pensées. L'humeur jouerait un rôle prépondérant en contribuant aux pensées dysfonctionnelles et à la rechute dépressive : « Il s'est rarement produit au cours des recherches en psychologie clinique qu'une prédiction aussi forte soit rejetée de manière aussi tranchée. Des attitudes et croyances dysfonctionnelles n'étaient pas cause de rechute. »
La pratique de la pleine conscience est un exercice utilisé dans la psychothérapie comportementale dialectique, un traitement de Marsha Linehan pour les patients souffrant du trouble de la personnalité borderline.

### Mindfulness-Based Stress Reduction(MBSR)
La « réduction du stress à partir de la pleine conscience » (en anglais, Mindfulness-Based Stress Reduction ou MBSR) a été développée par Jon Kabat-Zinn en 1979. La méditation Mindfulness est une adaptation de la méditation bouddhiste pleine conscience qui vise à combattre l’angoisse, le stress, la maladie et la douleur. Elle est aussi une technique de bien-être qui permet aux individus de vivre plus intensément le moment présent.
Selon le biostatisticien Bruno Falissard, les études cliniques sur le sujet sont « aujourd’hui [en 2019] suffisamment bien faites pour reconnaître qu’il s’agit d’un soin psychothérapeutique avec des résultats convaincants. »

#### Description de la pratique
La méditation pleine conscience ne consiste pas à ne penser à rien, mais plutôt à réorienter son attention soit de façon ciblée, vers un ou plusieurs éléments du présent (sur ses sensations, sur sa respiration ou tout autre phénomène psychologique tel que la douleur, ou le bien-être), soit de façon non-ciblée, en ouvrant sa vigilance, et ses sens, à tous les éléments de l'instant présent, au fur et à mesure de leur entrée en scène (bruits, pensées, souvenirs, température ambiante, projets, sentiments, position du corps...). Selon Christophe André : « Elle propose notamment, face aux moments de stress quotidiens, de ne pas chercher à fuir ces instants par la distraction (en pensant à autre chose) ou l’action (en s’absorbant dans le travail ou un loisir) ; il s’agit au contraire de les accueillir et de les observer, dans un état particulier de conscience et d’éveil corporel qui permet d’éviter qu’ils s’aggravent ou deviennent chroniques. »
En se mettant à l'écoute du présent et de ses propres sensations, le méditant est en présence de la structure de ses habitudes. Les pensées ayant un impact majeur sur notre sensation de bien-être et nos décisions quotidiennes, la méditation pleine conscience, en mettant le pratiquant dans une prise de conscience directe avec ses sensations au moment présent, aurait un effet, au minimum, d'apaisement mental.

#### Pleine conscience, méditation et thérapie
La pleine conscience ou mindfulness est un état psychologique qui centre l'individu sur le moment présent. La méditation vise à s'orienter vers cet état de pleine conscience. La pratique est en moyenne de quarante minutes de méditation par jour.
La thérapie cognitive MBSR est un programme d'exercices de méditations qui vise la réduction du stress et la disparition des états d'angoisse. Dérivées de la MBSR, des thérapies cognitives fondées sur la pleine conscience sont utilisées en psychiatrie.
Dans une perspective de psychologie positive, la méditation pleine conscience peut être utilisée comme une technique de bien-être voire de développement personnel.

### Mindfulness-Based Cognitive Therapy for Depression(MBCT)
La thérapie cognitive basée sur la pleine conscience (MBCT) est une thérapie psychologique conçue pour aider à prévenir la rechute de la dépression, en particulier chez les personnes atteintes de trouble dépressif majeur (TDM). Il utilise des méthodes traditionnelles de thérapie cognitivo-comportementale (TCC) et ajoute de nouvelles stratégies psychologiques telles que la pleine conscience et la méditation de pleine conscience. Les méthodes cognitives peuvent inclure l'éducation du participant sur la dépression. La pleine conscience et la méditation de pleine conscience se concentrent sur la prise de conscience de toutes les pensées et tous les sentiments entrants et sur leur acceptation, mais sans s'y attacher ou y réagir.
La méditation pleine conscience est également au cœur d'une thérapie codifiée par Zindel Segal (en) et ses collègues de l'université de Toronto : la thérapie cognitive basée sur la pleine conscience (pour la dépression) (en anglais, Mindfulness-Based Cognitive Therapy (for Depression) ou MBCT). En France, c'est dans le Service Hospitalo-Universitaire du centre hospitalier Sainte-Anne que cette thérapie fut proposée pour la première fois en 2004 par le Dr Christophe André, qui y exerçait alors comme psychiatre et praticien hospitalier.

## Revues systématiques et méta-analyse
L'étude de l'efficacité thérapeutique de la pleine conscience a fait l'objet de nombreuses publications de qualité inégale, mais aussi d'analyses de revues systématiques et d'une méta-analyse qui montrent des effets faibles à modérés uniquement sur certains troubles :
- En 2014, une méta-étude publiée dans le JAMA Internal Medicine (en) concernant la méditation a montré des effets faibles à modérés sur le stress psychologique (anxiété, dépression, douleur) mais aucun effet significatif sur plusieurs aspects tels que l'humeur, l'attention, et le sommeil[21]. Il est cependant important de noter que cette méta-étude agrège des études sur des programmes de pleine conscience, mais aussi sur d'autres pratiques méditatives (mantra, méditation transcendentale)
- En 2016, une analyse de 11 revues systématiques publiées par Cochrane sur l'efficacité de la mindfulness sur différents troubles (fibromyalgie, agressivité chez les personnes ayant un handicap intellectuel, troubles d'anxiété, troubles somatoformes, et fatigue après un AVC) conclut à un manque de preuves d'efficacité[22].
- En 2017, une analyse de 26 revues systématiques conclut que les programmes basés sur l'utilisation de la mindfulness pour des troubles chroniques sont potentiellement bénéfiques aux personnes ayant une dépression et peuvent augmenter le bien-être psychologique. Sur le plan physique aucun effet probant sur la santé n'a été démontré, mais une amélioration de la capacité à supporter la douleur a été relevée[23].

Des recherches plus approfondies sont nécessaires pour déterminer quels sont les effets spécifiques (non placebos), et sur le long terme, de la mindfulness, ainsi que pour clarifier la causalité entre la pratique de cette méditation et les effets constatés.
La revue PLoS One s'est rétractée en 2019 pour potentiel conflit d'intérêts, et des erreurs méthodologiques, au sujet d'une synthèse de revues systématiques de 2015 qui disait confirmer des vertus de la méditation pleine conscience (MBSR et MBCT) pour soulager des symptômes, à la fois physiques et mentaux, en traitement d'appoint.
Une meta-analyse datant du 12 juillet 2022 qui analyse des études avec des groupes de contrôle, chez les personnes de moins de 19 ans, conclue que les effets sur l'anxiété et la dépression sont « très limités ». Ainsi, une activité physique comme le tango aurait les mêmes effets pour réduire le stress que la méditation pleine conscience. L'activité physique aurait, en conséquence, autant de bienfaits sur le stress que la mindfulness.

## Risques

### Contre-indication et effets indésirables
Nicholas Van Dam, psychologue, indique que « La pratique de la méditation [de pleine conscience] nécessite un ego solide. S’il est altéré par un trauma ou par une psychose, alors la méditation est contre-indiquée ».
Les effets secondaires de la méditation pleine conscience sont peu évalués en comparaison des effets bénéfiques, et la psychiatre Willoughby Britton de l’université Brown aux États-Unis indique que : « Dans les essais cliniques sur la méditation, par exemple, les effets secondaires ne sont pas reportés de façon adéquate. Quand vous interrogez les personnes qui pratiquent la méditation au sujet d'expériences inhabituelles, elles répondent généralement négativement. La pression du groupe et la présence de l’instructeur influencent aussi leurs réponses, car ils craignent d’entacher l’image de la méditation. Mais si vous les questionnez en privé sur des effets précis, comme la résurgence de souvenirs traumatiques, l’anxiété ou le sentiment de ne plus être dans leurs corps, alors elles reconnaissent traverser des expériences difficiles. »
Des effets indésirables ont pu être observés avec une pratique mal dirigée ou avec des instructeurs sous-qualifiés. Les problèmes rapportés sont des cas de dépersonnalisation et de fragilisation.

### Dérives et instrumentalisation
La pleine conscience est au cœur d'un marché lucratif, « avec 1 million de nouveaux méditants chaque année aux Etats-Unis et un marché évalué à 1 milliard de dollars en 2015 ». Elle peut donc attirer des opportunistes qui l'utilisent pour s'enrichir, voire devenir un produit d'appel pour des groupes sectaires. De plus, il est possible que des personnes non formées ou non complètement formées se déclarent instructeurs. Or le public susceptible de s'intéresser à la pleine conscience en tant que thérapie est par définition un public fragilisé et potentiellement vulnérable ne pouvant pas être pris en charge par des gens qui ne sont pas formés à cette problématique particulière.
L'Unadfi a relayé en 2018 les propos de Vicente Jara, professeur à Domuni (un établissement privé catholique d'enseignement supérieur fondé et administré par l'Ordre des Prêcheurs) et membre fondateur du réseau composé de catholiques espagnols Réseau ibéro-américain pour l’étude des sectes (RIES)[réf. nécessaire], qui affirme[Interprétation personnelle ?] que la méditation pleine conscience est « une technique présentée comme détachée de toute religiosité mais qui en définitive fait partie intégrante du bouddhisme. ».
En 2021, Élisabeth Martens publie La méditation de pleine conscience. L’envers du décor dans lequel, selon Le Monde diplomatique, « Elle reproche aux promoteurs de ce mouvement, adapté aux goûts occidentaux par le professeur de médecine Jon Kabat-Zinn, de cacher sa dimension religieuse et de détourner les pratiques méditatives pour en faire une recette de management, la mindfulness. »
Certains ont déjà pointé les risques d'une « dérive », en particulier dans les entreprises, où la pleine conscience pourrait être détournée de son but et utilisée à des fins d'une part d'augmentation de l'efficacité et de la performance, et d'autre part de résolution de mal-être au travail, sans que les sources extérieures de ce mal-être ne soient elles-mêmes traitées. Ainsi que le disent les chercheurs David Zarka et Ilios Kotsou : « Cette méditation risque de devenir une pratique au service de l'injonction de performance et d'évaluation qui caractérise nos sociétés néolibérales. » Le Dr. Michel David, président de la Fédération Française de Psychiatrie, renchérit en réaction à un séminaire de méditation organisé au Ministère de la Santé en 2019 : « Que les gens fassent de la méditation chez eux, comme on fait du yoga ou de la relaxation, très bien, mais que ça soit promu comme une politique publique, c'est un peu comique. Et problématique. D'abord, pourquoi cette méthode, plutôt qu'une autre ? Et puis, pour l’État, c'est dire aux gens ; vous allez mal, payez-vous des séances de méditation, ça ne coûte rien à la Sécu ».
L'armée peut utiliser la pleine conscience pour favoriser la résilience des soldats.
Jon Kabat-Zinn déclare en 2018 : « Je suis très heureux que la pleine conscience se soit si bien implantée dans tant de pays à travers le monde [...]. Néanmoins, il faut rester prudent. La rapidité avec laquelle la pleine conscience s’implante dans les pays occidentaux fait courir le risque qu’elle perde son sens, en étant instrumentalisée de manière opportuniste ou en étant utilisée comme un produit. Il relève de la responsabilité de tous ceux impliqués dans ce mouvement de veiller à ce que l’intégration de la pleine conscience se fasse de manière éthique, afin qu’elle contribue pleinement à l’apaisement dont nos sociétés ont besoin. » De fait, la méditation pleine conscience est désormais un mot-clef au fort potentiel commercial, qui fait le succès d'écrivains populaires, d'entreprises de coaching ou de conseil (comme l'Institut français pleine conscience mindfullness de Jean-Gérard Bloch ou les multiples activités du très médiatique Christophe André), et même des cabinets de lobbying comme Initiative Mindfullness, surfant sur le business de la méditation pleine conscience.
Pleine conscience et enfant, dans son rapport d'activité 2021 la Mivilude rapporte que la méditation de pleine conscience ne fait pas l'objet d'un consensus scientifique suffisant pour que ce soit proposé à un jeune public. Plus modéré, le Conseil Scientifique de l’Éducation Nationale ne voit pas de raisons d'interdire la pratique de la pleine conscience chez les enfants et adolescents, mais cette dernière doit être suffisamment encadrée afin d'éviter les possibles dérives. Le collectif NoFakeMed conclue un article sur le sujet en soulignant que la pratique doit rester pour l'instant "individuelle" avec un professionnel de santé et que la méditation n'a pas encore sa place à l'école au vu de l'état de la Science.
Enfin Jon Kabat-Zinn déclare en 2010, dans une interview au magazine Tricycle, que la mindfulness est non seulement un soutien psychologique pour les patients atteints de cancer mais qu'il y aurait aussi une action curative de la méditation pleine conscience au niveau biologique.
Une revue de la littérature datant de 2024 conclue que même si certains marqueurs biologiques se sont améliorés avec l'aide de la mindfulness dans des cas de patientes atteintes de cancer du sein sans métastases, des études plus nombreuses et variées en terme d'échantillons sont nécessaires pour conclure à une réelle aide "biologique" à la guérison du cancer.